# Britton Chance
Britton Chance (Wilkes-Barre, 24 luglio 1913 – Filadelfia, 16 novembre 2010) è stato un velista e chimico statunitense.

## Palmarès

### Olimpiadi
- 1 medaglia:
  - 1 oro (Helsinki 1952 nella classe 5,5 metri)

### Mondiali
- 1 medaglia:
  - 1 oro (Poole 1962 nella classe 5,5 metri)